# La historia de Lisey
La historia de Lisey es una novela del escritor estadounidense nacido en Maine, Stephen King. Publicada en Estados Unidos el 24 de octubre de 2006 y al año siguiente en España y América Latina. Probablemente la novela más personal y más intensa del autor, explora los orígenes de la creatividad, la tentación de la locura y el lenguaje secreto del amor.
En el 2021, J.J.Abrams sacó una miniserie de ocho episodios basado en el libro, está disponible en Apple TV.

## Argumento
Lisey Debusher había quedado viuda hacía 2 años. Su esposo fue un famoso novelista llamado Scott Landon, ganador del Pulitzer. Al principio de su relación, Lisey tuvo que aprender mucho de Scott sobre libros, sangre y dálivas. Más adelante supo que había un lugar donde Scott se refugiaba; un sitio que le inspiraba las ideas que necesitaba para vivir, pero que también lo aterrorizaba. Ahora le toca a Lisey enfrentarse con los demonios de su difunto marido y viajar al enigmático Boo'ya Moon. Lo que había empezado con la decisión de ordenar los papeles de su marido se convierte en un viaje casi mortal hacia la oscuridad que él habitó.
La hermana de Lisey, Amanda, tiene un trastorno psiquiátrico, semicatatonias conscientes, como las llamaba su psiquiatra. Continuamente sufre periodos de depresión en los cuales se produce cortes en el cuerpo. Amanda acudió a la casa de Lisey a ayudarle cuando ésta por fin decidió ordenar el estudio de su difunto marido.
La calma de Lisey se ve interrumpida cuando aparece en escena el Profesor Woodbody, el Rey de los Incunks, fanáticos de su marido que desean poseer cualquier objeto relacionado con él. Woodbody desea que Lisey done a la universidad en que trabaja todos los manuscritos que seguramente hay en el despacho. Tiene problemas con Lisey y aparentemente se da por vencido.
Sin embargo, poco después llega a la vida de Lisey un sujeto que se hace llamar Zack McCool. Supuestamente contratado por Woodbody -en realidad, no hubo contrato alguno; simplemente una charla en un bar- es capaz de hacer cualquier cosa por conseguir los documentos.
Al mismo tiempo, Amanda entra en una de sus semicatatonias, esta vez parece permanente. Es de este modo como Lisey se da cuenta de que su marido sabía que eso pasaría. Había dejado todo planeado para solucionar los problemas, tanto el de Amanda como el de Zack.
Pero para dar respuestas, Scott preparó una cacería de dálivas. Un juego que el jugaba con su hermano y su padre, a modo de búsqueda del tesoro.
Finalmente, después de sufrir toda clase de horrores y torturas, Lisey consigue hacer volver a Amanda al mundo real y deshacerse de Dooley (verdadero nombre de McCool).
Paralela a la historia de Lisey se nos cuenta la de su marido, Scott. Su tormentosa infancia, con un hermano maravilloso y un padre violento y agresivo.

### Boo'ya Moon
Es el lugar al que Scott y su hermano acostumbraban ir de pequeños. Un sitio magnífico durante el día: paisajes hermosos, olores exquisitos; sin embargo es sumamente peligroso durante la noche. En la noche lo que antes era dulce es amargo, es veneno.
Solo hay dos lugares seguros en Boo'ya Moon de noche: el Lago y el Árbol de las Historias. Sin embargo, hay que tener cuidado con el lago, su belleza puede causar una mortal fijación.
Cuando Paul –hermano de Scott– muere, Scott lo entierra en Boo'ya Moon.

### Las dálivas
Hay diferentes tipos de dálivas en La historia de Lisey. Las estaciones "dáliva" y "dálivas sangrientas":
- Una dáliva buena es un juego, similar a la búsqueda del tesoro. Mediante diversas pistas –estaciones de la dáliva– se llega a un premio oculto, por lo general una bebida, casi siempre una Pepsi.
- Pero también están las dálivas sangrientas que sirven para quitarse El Mal Rollo de encima. En estas, el afectado se produce cortes, desde ligeros hasta llegar a la automutilación. Cuando automutilarse no es suficiente, se le realizan cortes a otras personas. Era una práctica común del padre de Scott, "Chispas" Landon.

### El Mal Rollo
Es maldad pura. Con frecuencia se apodera de las personas por breves lapsos, que desaparece al producirse cortes. No obstante, El Mal Rollo puede llegar a ser tan potente como para terminar con todo lo humano en una persona y convertirla en un monstruo. Esto fue lo que acabó con Paul, su hermano, al apoderarse de él, su padre tuvo que asesinarlo con su rifle en el sótano.

## El lenguaje
Es uno de los libros más complejos de King en cuanto a lenguaje, lo que supuso un gran reto para los traductores. El autor usa términos complejos, algunos inventados por él mismo. Los más sobresalientes son Bool, dáliva; bad-gunky, Mal Rollo; Babyluv; Incunk y Boo'ya Moon.

## Adaptaciones
- La historia de Lisey (2021), miniserie dirigida por Pablo Larraín

## Crítica
Los críticos mostraron su aprobación por La Historia de Lisey.
Nicholas Sparks fue uno de ellos:
La historia de Lisey es el retrato maravilloso de un matrimonio, una historia de amor llena de fuerza y de ternura, poblada de los personajes más vivos, más conmovedores y más reales de la literatura actual.

## Conexión con otras novelas
- En un momento, una de las hermanas de Lisey dice que tiene una novela en audio de Michael Noonan (personaje de Un saco de huesos) y que era buen momento de oírla.
- La marca de cigarrillos que Lisey fuma es Salem's Light, una referencia a Salem's Lot.
- Zack McCool (o Dooley), el villano, es procedente de Shooter's Knob, el pueblo precedente del amante de la exesposa de Mort Rainey, personaje de Ventana secreta, secreto jardín (en el cual este último se basó para el apellido de John Shooter).
- Durante La Torre Oscura IV: La bola de cristal Walter, cuando se encuentra con Eldred Jones, le dice "¡Dáliva! ¡Fin!".